# Liste der Kulturgüter in S-chanf
Die Liste der Kulturgüter in S-chanf enthält alle Objekte in der Gemeinde S-chanf im Kanton Graubünden, die gemäss der Haager Konvention zum Schutz von Kulturgut bei bewaffneten Konflikten, dem Bundesgesetz vom 20. Juni 2014 über den Schutz der Kulturgüter bei bewaffneten Konflikten sowie der Verordnung vom 29. Oktober 2014 über den Schutz der Kulturgüter bei bewaffneten Konflikten unter Schutz stehen.
Objekte der Kategorien A und B sind vollständig in der Liste enthalten, Objekte der Kategorie C fehlen zurzeit (Stand: 13. Oktober 2021).

## Kulturgüter
| Foto |                                                                                     | Objekt                                                                                         | Kat. | Typ | Standort                                   | Beschreibung |
| ---- | ----------------------------------------------------------------------------------- | ---------------------------------------------------------------------------------------------- | ---- | --- | ------------------------------------------ | ------------ |
| ja   | Datei hochladen · Wikidata zu Haus mit Stall und Scheune (Q29521577)                | Haus mit Stall und Scheune / Chasa cun stalla e clavà KGS-Nr.: 10404                           | A    | G   | Bügl Suot 59 795113 / 165531               |              |
| ja   | Datei hochladen · Wikidata zu Doppelhaus mit Ställen und Scheunen (Q29521569)       | Doppelhaus mit Ställen und Scheunen / Chasa dubla cun stallas e clavads KGS-Nr.: 10406         | A    | G   | Susauna 24 und 25 795329 / 168217          |              |
| ja   | Datei hochladen · Wikidata zu Reformierte Kirche S-chanf (Q2137015)                 | Reformierte Kirche / Baselgia refurmeda KGS-Nr.: 3229                                          | B    | G   | Chauntaluf 794900 / 165420                 |              |
| ja   | Datei hochladen · Wikidata zu Kirche St. Ulrich und Nikolaus und Hospiz (Q56648707) | Hospiz / Ospiz KGS-Nr.: 3231                                                                   | B    | G   | Chapella 201 796663 / 167435               |              |
| ja   | Datei hochladen · Wikidata zu Haus Juvalta (Q29785032)                              | Haus Juvalta / Chasa Juvalta KGS-Nr.: 3232                                                     | B    | G   | Via Maistra 82 794854 / 165409             |              |
| ja   | Datei hochladen · Wikidata zu Pfarrhaus (Q29785033)                                 | Pfarrhaus / Chasa pravenda KGS-Nr.: 3233                                                       | B    | G   | Via Maistra 95 und 97 794784 / 165348      |              |
| ja   | Datei hochladen · Wikidata zu Reformierte Kirche Cinuos-chel (Q2136857)             | Reformierte Kirche / Baselgia refurmeda KGS-Nr.: 3234                                          | B    | G   | Cinuos-chel, Curtins 797840 / 168849       |              |
| ja   | Datei hochladen · Wikidata zu (Q29785035)                                           | Haus Feldscher / Chasa Feldscher KGS-Nr.: 3235                                                 | B    | G   | Cinuos-chel, Via Veglia 16 797871 / 168900 |              |
| ja   | Datei hochladen · Wikidata zu (Q29785040)                                           | Haus / Chesa KGS-Nr.: 3236                                                                     | B    | G   | Cinuos-chel, Via Veglia 20 797915 / 168937 |              |
| ja   | Datei hochladen · Wikidata zu Reformierte Kirche Susauna (Q2137084)                 | Reformierte Kirche / Baselgia refurmeda KGS-Nr.: 10056                                         | B    | G   | Susauna 795305 / 168220                    |              |
| ja   | Datei hochladen · Wikidata zu (Q29785037)                                           | Haus Heidiger / Chasa Heidiger KGS-Nr.: 12478                                                  | B    | G   | Cinuos-chel, Via Veglia 18 797894 / 168915 |              |
| ja   | Datei hochladen                                                                     | Chapella, mittelalterliche Kirchenruine / Chapella, ruina da baselgia medievala KGS-Nr.: 17452 | B    | G   | Cinuos-chel, Chapella 796674 / 167441      |              |